# Trabajo fantasma
Un trabajo fantasma, o trabajo falso, se refiere a un anuncio de empleo para un puesto que no existe o que ya ha sido ocupado. Los empleadores pueden publicar estos anuncios por diversas razones, como mejorar las estadísticas de su sector, evitar demandas por discriminación, cumplir con requisitos de recursos humanos, identificar candidatos potenciales para futuras contrataciones, o dar tranquilidad a los empleados actuales al mostrar que están buscando más ayuda.Muchas empresas prefieren realizar contrataciones a través de referencias o de manera interna para ahorrar tiempo y costos.Además, pueden utilizar esta estrategia para obtener información sobre los salarios de la competencia.Este fenómeno se ha observado en varios países, incluido Estados Unidos, donde se han encontrado anuncios falsos que prometen trabajo remoto como "cebo".Esta práctica está en aumentoy resalta el poder que tienen los empleadores en el mercado laboral.A menudo, estos anuncios presentan títulos atractivos, descripciones vagas o carecen de detalles, e incluso pueden replicar anuncios de trabajos anteriores.
De acuerdo con el servicio de orientación profesional SamNova, una oferta de trabajo falsa se suele reconocer porque permanece abierta de forma continua o se publica de manera repetida.
Una encuesta de Clarify Capital reveló que muchas empresas han engañado a candidatos a empleos mediante anuncios falsos, sin la intención real de contratar a nadie.